# CKRH-FM
CKRH-FM C98 Halifax, est une station radio canadienne diffusée sur 98.5 FM dans la région métropolitaine de Halifax, Nouvelle-Écosse. La radio a reçu l’approbation du Conseil de la radiodiffusion et des télécommunications canadiennes (CRTC) le 12 juillet 2006.
En onde depuis le 15 octobre 2007, C98 Halifax est la seule radio francophone communautaire à but non lucratif dans la région métropolitaine d’Halifax. Depuis sa création, la radio offre une programmation destinée à la communauté acadienne et francophone qui permet maintenant de rejoindre plus de 12 000 francophones et plus de 44 000 personnes bilingues.

## Organisation
L'équipe permanente de la radio était composée d'une direction générale, d'un directeur de la programmation et animateur du matin et d’un producteur délégué à la station aussi animateur de l’émission du retour. De plus, une vingtaine de bénévoles et plusieurs stagiaires participent à la programmation et à la production d'une variétés d'émissions radiophoniques.

## 2015-2016: une période de transition
Le 3 décembre 2015 s’est tenue l’Assemblée Générale Annuelle de La Coopérative Radio-Halifax-Métro Limitée. Pendant cette assemblée, la communauté a pu se rendre compte de la situation financière critique dans laquelle se trouvait la radio. Depuis décembre 2015, Radio Halifax Metro s’est entendu avec l’Agence de Revenu du Canada et s’est engagé à rembourser les 60 000 $ dus, sur une période de 6 mois.
Le Conseil d’administration a annoncé en janvier 2016 une redistribution des postes et tâches dont il a la charge.
Les 22 et 23 janvier 2016, deux journées de planification stratégiques ont été animées par Serge Parent et Roland Bryar, des experts-conseils mandatés par Ronald Bourgeois et le Conseil de développement économique de la Nouvelle-Écosse. Nombreux membres de la radio mais aussi des différents organismes francophones de la Municipalité ainsi que de l’Alliance des Radios Communautaires du Canada se sont retrouvés pour discuter de l’avenir de Radio Halifax Métro et de la stratégie à adopter.
Le Conseil communautaire du Grand-Havre (CCGH) a tenu, le mercredi 17 février à 19 h, une Assemblée générale extraordinaire afin de consulter la communauté sur le droit d’emprunt du CCGH et son appui à Radio Halifax Métro. L’Assemblée a validé l'aide pour la radio !
Parallèlement, une nouvelle équipe de bénévoles-animateurs a été formée afin de continuer à produire de nouvelles émissions et de diversifier la programmation.
En 2015, Radio Halifax Métro a mis en place le projet Jeunes Acadiens en direct et a installé des radios mobiles dans les écoles du CSAP afin de permettre aux élèves de créer et produire leurs propres émissions.

## Renouveau
L'arrivée du mois de juin 2016 a annoncé l'arrivée d'une nouvelle image pour la radio communautaire francophone dans la Municipalité Régionale de Halifax.
Le mercredi 1er juin 2016, lors d'un premier événement de lancement, le nom Oui 98 FM a été dévoilé à la communauté. Pour commencer, le groupe Radio Radio s'est rendu disponible pour un concert privé puis après la présentation de la nouvelle image, les artistes Clara Dugas, Ronald Bourgeois, Boudreau / Vanier et Sonia Losier sont montés sur scène.
Nombreux bénévoles de la radio, membres des organismes communautaires francophones, artistes de la région et donateurs étaient présents pour assister à cet événement qui célèbre le renouveau de la radio.
Le 19 décembre 2022, Oui 98 est devenu C98 et C médias en est maintenant propriétaire. La même journée, CJPN à Fredericton, CHQC à Saint-Jean et CKMA (en) à Miramichi ont aussi adopté la marque "C" de C médias.